# Autorretrato com chapéu de feltro cinza
"Autorretrato com Chapéu de Feltro" é um óleo sobre tela, pintado por Vincent van Gogh em 1888.
Van Gogh pintou esta tela no inverno europeu de 1887-1888, quando viveu em Paris por dois anos. Ao chegar a Paris, em 1875, o impressionismo era uma corrente já ultrapassada, Manet já havia morrido e neo-impressionistas como Georges Seurat, despontavam.
Van Gogh  dedicou-se ao estudo da técnica pontilhista (criada por Seurat), mas adaptando-a ao seu próprio estilo de pintura. Com pinceladas em várias direções, van Gogh criou um autorretrato que parece formar um halo em torno de sua cabeça. Esta nova dinâmica na pintura é uma das marcas que van Gogh.